# 諏訪元
諏訪元（すわ げん、1954年 - ）は、日本の人類学者。東京大学総合研究博物館教授。2017年から2020年まで同館長。2020年から同館特任教授。
1992年に、当時としては最も古い化石人類となったアルディピテクス・ラミダスを発見した。そして、それがきっかけとなって発見されたアルディ（現存最古の猿人の全身骨格）の分析は『サイエンス』の2009年ブレイクスルー・オブ・ザ・イヤーに選出されたが、総勢47人の研究者が名を連ねたその研究においても、中心的な役割を果たした一人である。
そうした諸研究が評価され、2010年に朝日賞、2012年に日本進化学会賞、2018年に日本学士院エジンバラ公賞を受賞した。その挙げてきた業績の数々から、「日本の誇るべき最先端研究者の一人」、「日本を代表する古人類学研究者」などと高く評価されている。

## 経歴
東京都世田谷区出身。東京都立戸山高等学校卒業。諏訪が東京大学で人類学を学んでいた時期は、史上初の化石人類の全身骨格であるルーシーが発見されるなどした時期に重なっていた。諏訪は一次資料の発掘に対して、強い意欲を抱いていたという。1980年にカリフォルニア大学バークレー校に留学し、クラーク・ハウエルやティム・ホワイトの下で学んだ。現地調査に初めて赴いたのは1986年のことだったが、それまでの6年間の蓄積は、後述するように大きな発見に結びついた。1988年に東京大学大学院理学系研究科人類学専攻博士課程を単位取得退学し、1990年にカリフォルニア大学バークレー校でPh.D.取得した。
京都大学霊長類研究所助手、東京大学大学院理学系研究科助教授などを経て、東京大学総合研究博物館教授となった。また、理学系研究科教授を兼任している。2017年より同館長、2020年に退任し特任教授。

## 主な研究対象
以下のように、エチオピア各地の調査で目覚しい業績を挙げているほか、日本の縄文人の人骨についての研究なども行っている。

### アルディピテクス・ラミダス
諏訪は、アメリカ合衆国のティム・ホワイト、エチオピアのブルハニ・アスフォーらの合同調査グループに参加し、1992年12月13日にエチオピアのミドル・アワッシュで、アルディピテクス・ラミダスを発見した。彼が最初に発見したのは、第三大臼歯（いわゆる親知らず）であった。これは個体差の大きい部位であることから、それ自体ではあまり意義の大きい発見ではなく、諏訪自身、落胆する気持ちもあったらしい。しかし、それをきっかけにして周囲でほかの歯も見つけ、とくに乳臼歯と犬歯の特徴から新種と分かったという。この発見は1994年にアウストラロピテクス属として公表され、翌年アルディピテクス属が新設された。当時発見されていた中では、最古の化石人類であり、研究成果は『ネイチャー』に掲載された。
最初に見つかった歯は石ころに混じっていたことから、諏訪のように化石を選別する目を鍛えている研究者でなかったら、見落としていたのではないかともいわれている。諏訪は、カリフォルニア大学の大学院生時代、まだ現地調査にいく前に化石の形態を猛勉強し、ティム・ホワイト以上ともいわれるほどに歯に詳しくなったという。
ホワイトらの研究チームは1994年にアルディピテクス・ラミダスの全身骨格「アルディ」も発見した。諏訪自身はこの発見には関わらなかったが、この発見のきっかけとなった業績として、諏訪の1992年の発見がしばしば引き合いに出されている。アルディは発見から公表までに15年を要したが、諏訪はその分析において中心的な役割を果たした一人であり、『サイエンス』2009年10月2日号に掲載された11本の論文のうち8本の共著者となった（うち2本では筆頭著者）。その分析に際しては、CT技術を用いた頭蓋の復元分析などの新しい手法を取り入れており、そうした手法の開発・導入も日本進化学会賞の受賞理由の一つになった。

### コンソ遺跡群
エチオピアのコンソ遺跡群でも1990年代以降、調査を続けている。その調査では1993年からエチオピア側との共同調査という形で本格的に始まり、アウストラロピテクス・ボイセイを発見した。この骨は従来知られていたケニアで出土していたアウストラロピテクス・ボイセイとは異なる点も備えていたが、むやみに新種を増やす風潮に批判的な諏訪は、アウストラロピテクス・ボイセイの地域的な差異と見なし、新種とは位置づけなかった。
また、それが180万年前から130万年前の時期にホモ・エレクトゥスの骨とともに出土することを確認した。さらに、2013年には最古級のハンドアックスを含む、幅広い時代の石器を発見し、時期が新しくなるごとに技術が向上する様子を具体的に跡付けた。

### チョローラ地区
エチオピアのチョローラ地区でも2005年以降、調査を行っている。チョローラはアルディピテクス・ラミダスが発見された場所よりも南に200 km ほどいった場所にある地域で、露出している約1000万年前の地層から、類人猿のチョローラピテクスの骨を発見した。この類人猿に関する諏訪の論文は、2007年の『ネイチャー』に掲載された。
古い類人猿化石は、ヒトと類人猿が最も近い共通祖先から分岐した時期や場所を考える上でも重要だが、出土例は少ない。現存最古の化石人類は約700万年前のサヘラントロプス・チャデンシスだが、その出土地のチャドをはじめとする大地溝帯の西側では古い類人猿の出土例はなく、東アフリカが人類の進化にとって重要な場所であったと考え続ける根拠の一つになる。

## 著書・論文
『サイエンス』、『ネイチャー』などの一般的にも知名度の高い学術誌に掲載された論文も含め、英文による研究成果の公表が多くある。和文による著書としては以下のものがある。
- 『ヒトの進化』岩波書店、2006年（斎藤成也、颯田葉子、山森哲雄、長谷川真理子、岡ノ谷一夫との共著）
- 『アフリカの骨、縄文の骨 - 遥かラミダスを望む』東京大学総合研究博物館、2006年（洪恒夫との共著）